# Lliure albir
El lliure albir és la hipotètica capacitat dels agents racionals de poder exercir control sobre les seves accions.
Afrontar aquesta qüestió ha requerit comprendre la relació entre la llibertat i la causa, així com esbrinar si les lleis de la natura són causalment deterministes. Les diverses postures filosòfiques sobre el tema difereixen en la seva opinió sobre si tots els esdeveniments estan determinats o no –determinisme contra indeterminisme–, així com en si la llibertat pot coexistir amb el determinisme –compatibilisme contra incompatibilisme. Així doncs, els deterministes convençuts argumenten que l'univers és determinista, i que això fa que el lliure albir sigui impossible.
El principi del lliure albir té connotacions religioses, ètiques i científiques. Per exemple, en l'àmbit religiós, el lliure albir pot implicar que una deïtat omnipotent no exerceix el seu poder sobre les voluntats i eleccions individuals. En ètica, pot implicar que els individus poden ser responsabilitzats moralment per les seves accions. En l'àmbit científic, pot implicar que les accions del cos, incloent-hi el cervell i la ment, no estan completament determinades per la causalitat física. La qüestió del lliure albir ha estat un tema central des dels començaments del pensament filosòfic.

## Perspectiva filosòfica occidental

Un esquema simplificat de les principals postures filosòfiques que concerneixen el lliure albir

Les postures davant el problema filosòfic del lliure albir es poden classificar segons les respostes a dues qüestions:
1. El determinisme és cert?
2. Existeix el lliure albir?

El determinisme és bàsicament la idea que tots els successos presents i futurs són una conseqüència causal necessària de successos passats, d'acord amb les lleis de la natura. Ni el determinisme ni la seva posició contrària, l'indeterminisme, constitueixen postures davant del debat sobre el lliure albir.
El compatibilisme creu que l'existència del concepte de lliure albir i l'assumpció del determinisme són compatibles entre si; això s'oposa a l'incompatibilisme, que creu que no es pot reconciliar la creença en un univers determinista amb la creença d'un lliure albir més enllà d'una percepció sobre la pròpia existència. El determinisme fort és una versió de l'incompatibilisme, que accepta l'assumpció del determinisme i rebutja la idea que les persones tinguin qualsevol mena de lliure albir. La postura metafísica de l'incompatibilisme llibertarista (en anglès, Libertarianism) està d'acord amb el determinisme fort només en el rebuig al compatibilisme.
Aquests accepten l'existència del concepte de lliure albir, però també assumeixen l'indeterminisme, en un cert grau. Alguns dels seus proponents rebutgen el determinisme físic i defensen una versió de l'interminisme físic que és compatible amb la llibertat, mentre que altres apel·len al dualisme ment-cos per defensar un cas especial per als éssers que són capaços de percebre.

### Determinisme
Determinisme és un terme ampli amb una gran varietat de significats. Per a cadascun d'aquests significats, sorgeix un problema diferent sobre el lliure albir.
El determinisme causal sosté que els esdeveniments futurs són conseqüència necessària dels esdeveniments passats i presents, combinats amb les lleis de la natura. Un determinisme d'aquest tipus s'il·lustra sovint amb l'experiment mental del dimoni de Laplace: imaginem una entitat que coneix tots els fets sobre el passat i el present, i coneix totes les lleis naturals que governen l'univers. Una entitat d'aquest tipus podria ser capaç d'utilitzar el seu coneixement per predir el futur, fins al més petit detall.
El determinisme lògic sosté que totes les proposicions, siguin sobre el passat, el present o el futur, són o bé certes o falses. El problema del lliure albir, en aquest context, és el problema de com poden ser lliures les eleccions, ja que el que hom fa en el futur ja està determinat com a cert o fals en el present.
El determinisme teològic sosté que hi ha un Déu que determina tot el que les persones faran, bé sigui coneixent els seus actes per avançat, segons algun tipus d'omnisciència, o bé decretant per avançat les seves accions. El problema del lliure albir, en aquest context, és el problema de com poden ser lliures les accions humanes, si hi ha un ésser que ho ha determinat per nosaltres per avançat. De fet, aquest problema teològic ha estat molt present en els fonaments del cristianisme i el protestantisme: en el primer cas, en les discussions entre Pelagi i sant Agustí, en el segon cas, entre Erasme i Luter. Tant Pelagi com Erasme donen a l'ésser humà responsabilitat sobre els seus actes i, per tant, responsabilitat sobre la seva salvació o condemna. Defensar el contrari, sostenen, seria negar llibertat a la persona, i fer de Déu un tirà arbitrari, ja que castigaria els humans per quelcom que no han pogut deixar de fer.
El determinisme biològic és la idea que tot el comportament, creences i desigs estan fixats per la nostra herència genètica. Hi ha també altres tipus de determinisme, incloent-hi el determinisme cultural i el determinisme psicològic. També són molt comunes les combinacions i les síntesis de tesis deterministes, com el determinisme ambiental (geogràfic i biològic).

### Compatibilisme

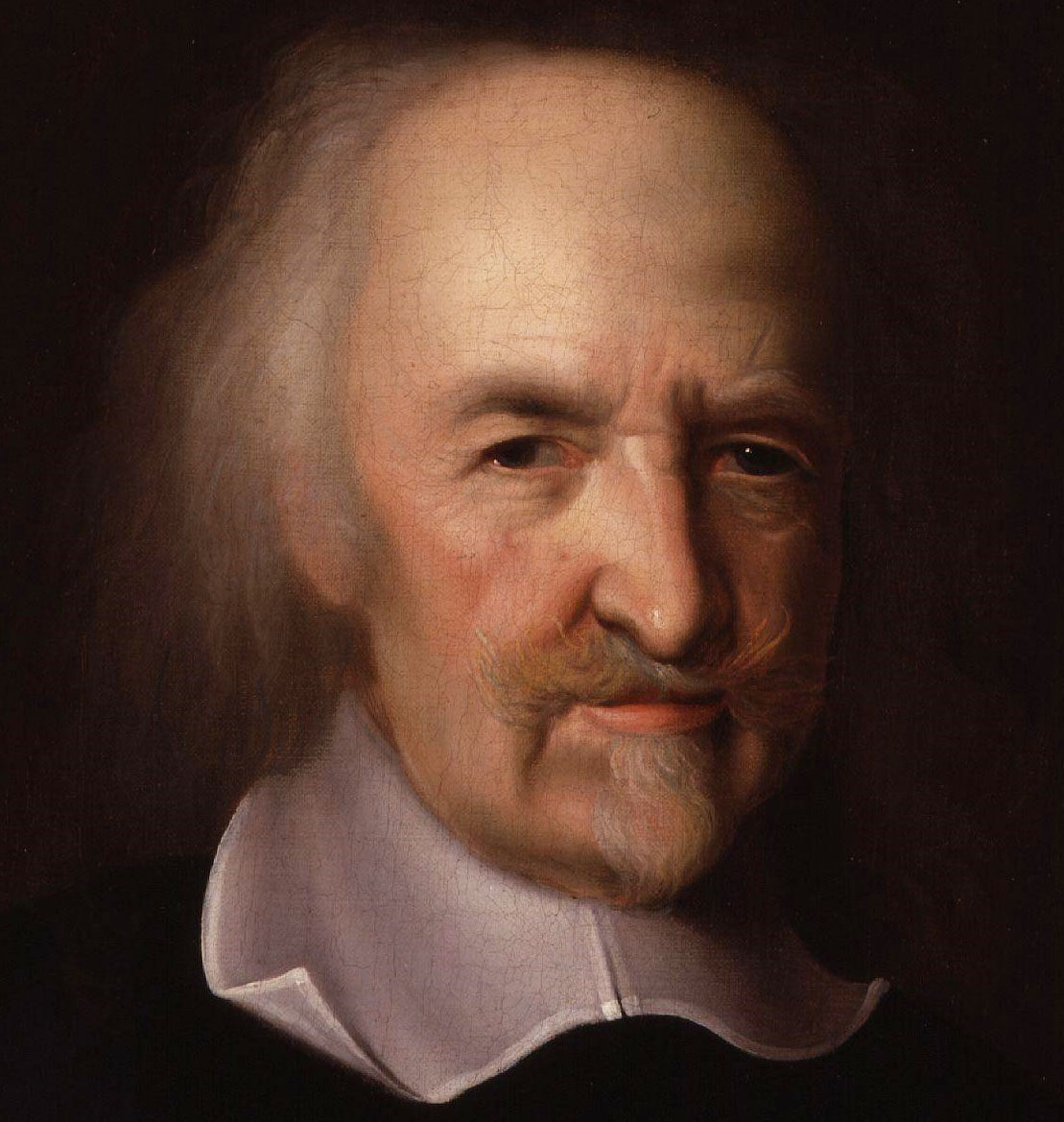
Thomas Hobbes fou un compatibilista clàssic

Els compatibilistes mantenen que el determinisme és compatible amb el lliure albir. Una estratègia comuna emprada pels "compatibilistes clàssics", com Thomas Hobbes, és postular que una persona actua lliurement només quan la persona desitja realitzar l'acte, i que la persona podria haver actuat d'una manera diferent, si així ho hagués decidit. Hobbes atribueix a vegades aquesta llibertat compatibilista a la persona, i no a una noció abstracta de voluntat, assegurant, per exemple, que "no es pot deduir cap altra llibertat de la voluntat, desig o inclinació que la llibertat de l'ésser humà, que consisteix en això, que no troba barreres al que hom té la voluntat, el desig o la inclinació de fer. Per expressar aquesta condició crucial, David Hume escriu: "aquesta llibertat hipotètica se la deixa pertànyer universalment a cadascú que no sigui un presoner i en cadenes."
Per il·lustrar la seva posició, els compatibilistes expliquen casos clars en què la llibertat d'algú és negada, sigui per violació, assassinat, robatori, o altres formes de coacció. En aquests casos, el lliure albir no és aplicable, no perquè el passat estigui determinant causalment el futur, sinó perquè l'agressor està invalidant els desigs de les víctimes i les preferències sobre les seves pròpies accions. L'agressor coarta la víctima i, segons els compatibilistes, això és el que invalida el lliure albir. Així, argumenten que el determinisme no importa, el que importa és que les eleccions individuals siguin el resultat dels seus propis desigs i preferències, i que no siguin invalidats per una força externa (o interna). Per a ser un compatibilista, no cal adherir-se a una concepció particular del lliure albir, sinó tan sols negar que el determinisme estigui en conflicte amb el lliure albir.
La postura de William James fou ambivalent. Mentre que creia en el lliure albir en l'aspecte ètic, no creia que hi hagués evidència d'aquest en l'aspecte científic, ni cap de les seves pròpies introspeccions hi donaven suport. A més a més, no acceptava l'incompatibilisme tal com està formulat a continuació; no creia que l'indeterminisme de les accions humanes fos un prerequisit per a la responsabilitat moral. En la seva obra Pragmatisme, va escriure que "es pot confiar amb certesa que l'instint i la utilitat entre aquests porten al negoci social del càstig i la recompensa", més enllà de teories metafísiques. Creia que l'indeterminisme és important com a "doctrina de l'alleujament" -permet creure que, encara que el món pugui ser considerat en molts aspectes un lloc dolent, pot esdevenir, amb les accions individuals, un lloc millor. El determinisme, argumenta, mina la idea que el progrés és un concepte real que porta a la millora en el món.
Els "compatibilistes moderns", com Harry Frankfurt i Daniel Dennett, argumenten que hi ha casos en què les eleccions d'un agent coartat continuen sent lliures, perquè una coerció d'aquest tipus coincideix amb les intencions i desigs personals de l'agent. Frankfurt, en particular, discuteix una versió del compatibilisme anomenada la "malla jeràrquica". La idea és que un individu pot tenir desigs en conflicte en un primer ordre, i també tenir un desig sobre els diversos desigs de primer ordre (és a dir, un desig de segon ordre), amb l'efecte que un desig preval sobre els altres. La voluntat d'una persona és la d'identificar-se amb el seu desig efectiu de primer ordre, és a dir, aquell sobre el qual vol actuar. Així, per exemple, hi ha "addictes sense sentit", "addictes sense voler-ho", i "addictes que ho volen ser". Tots tres grups poden tenir el mateix desig de primer ordre de voler prendre la droga a què són addictes, però alhora no voler prendre-la.
El primer grup, els "addictes sense sentit", no tenen un desig de segon ordre de prendre la droga. El segon grup, els "addictes sense voler-ho", tenen un desig de segon ordre de no prendre la droga, mentre el tercer grup, els "addictes que ho volen ser", tenen un desig de segon ordre de prendre-la. Segons Frankfurt, els membres del primer grup s'han de considerar desproveïts de voluntat i, per tant, no pròpiament persones. Els membres del segon grup desitgen lliurement no prendre la droga, però la seva voluntat es veu superada per la seva addicció. Finalment, els membres del tercer grup prenen la droga a què són addictes de manera voluntària. La teoria de Frankfurt es pot ramificar per a qualsevol nombre de nivells. Els crítics amb aquesta teoria assenyalen que no hi ha certesa que els conflictes no sorgiran fins i tot a nivells de desig i preferència d'ordre superior. D'altres argumenten que Frankfurt no ofereix una explicació adequada de com els diversos nivells de la jerarquia s'interrelacionen entre si.
En Elbow Room (L'espai lliure), Dennett presenta un argument per a una teoria compatibilista del lliure albir, que més endavant va desenvolupar en el llibre Freedom Evolves (La llibertat evoluciona). El raonament central és que, si hom exclou Déu, un dimoni infinitament poderós, i altres possibilitats d'aquest tipus, aleshores pel caos i els límits epistèmics a la precisió del nostre coneixement sobre l'estat actual del món, el futur no està definit prou clarament per a tots els éssers vius finits. L'única cosa que resta ben definida són les "expectatives". L'habilitat de fer "una altra cosa" només té sentit quan s'està tractant amb aquestes expectatives, i no amb algun tipus de futur que ni coneixem ni es pot arribar a conèixer.
Segons Dennett, com que els individus tenen l'habilitat d'actuar d'una manera diferent al que tothom espera, el lliure albir pot existir. Els incompatibilistes afirmen que el problema amb aquesta idea és que podríem ser mers "autòmats responent de manera predictible als estímuls del nostre entorn". Així doncs, totes les nostres accions serien controlades per forces exteriors a nosaltres mateixos, o per un factor aleatori. També s'han presentat anàlisis més sofisticades sobre una teoria compatibilista del lliure albir, així com d'altres crítiques.

### Incompatibilisme

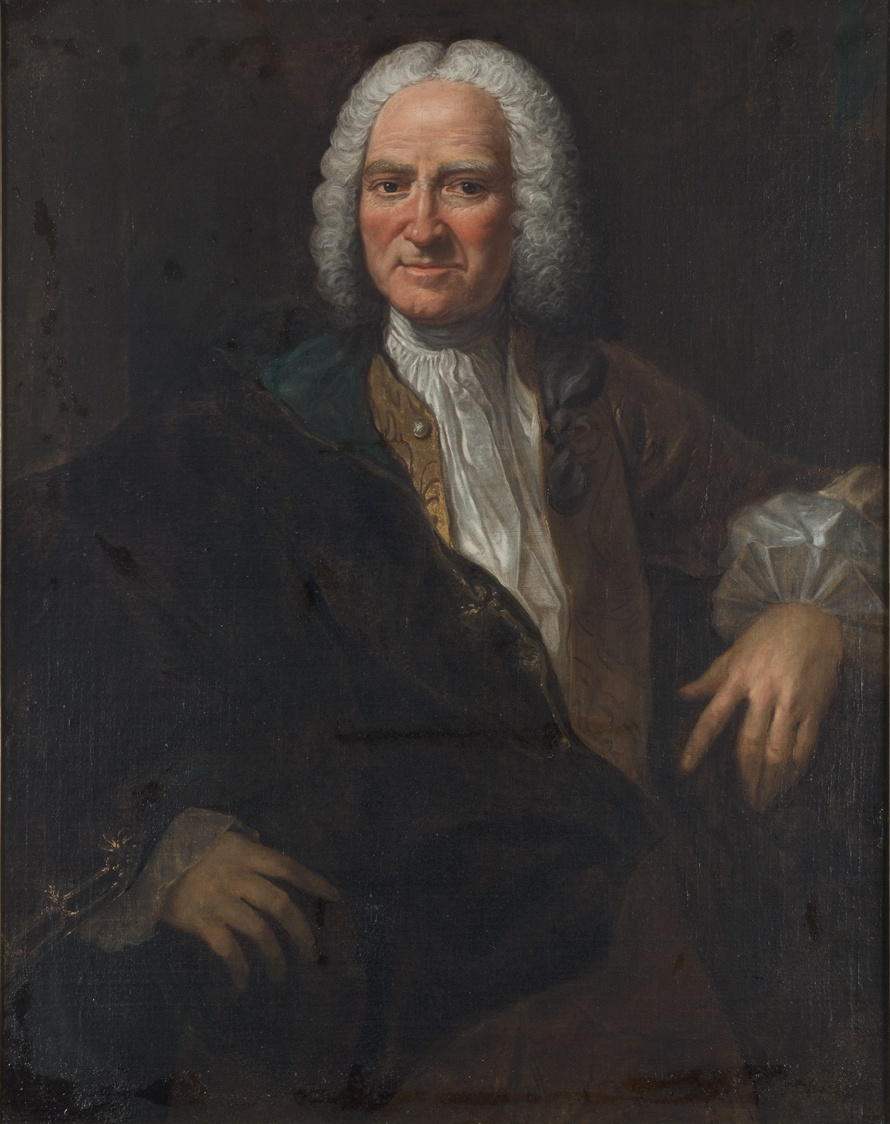
El baró d'Holbach fou un determinista fort

Els "deterministes forts", com el baró d'Holbach, són els incompatibilistes que accepten el determinisme i rebutgen el lliure albir. Els que segueixen la idea metafísica del liberalisme llibertari, com Thomas Reid, Peter van Inwagen, i Robert Kane, són els incompatibilistes que accepten el lliure albir i rebutgen el determinisme, argumentant que alguna forma d'indeterminisme és certa. Una altra visió de l'incompatibilisme fort assegura que el lliure albir és incompatible tant amb el determinisme com amb l'indeterminisme. Aquesta postura la defensa Derk Pereboom.
Un dels arguments tradicionals de l'incompatibilisme està basat en el "bombament d'intuició" (en anglès, intuition pump): si una persona té les seves accions o eleccions determinades, aleshores es comporta com altres objectes mecànics que tenen determinat el seu curs d'acció, com una joguina, una taula de billar, un peluix o un robot. Com que aquests objectes no tenen lliure albir, aleshores les persones no poden tenir lliure albir, si el determinisme és cert. Aquest argument és rebutjat pels compatibilistes com Daniel Dennett, pel fet que, fins i tot si els éssers humans tenen quelcom a veure amb aquests objectes, no se'n segueix que no hi hagi diferències importants.
Un altre argument per a l'incompatibilisme és la "cadena causal". L'incompatibilisme és clau en la teoria idealista del lliure albir. La majoria d'incompatibilistes rebutgen la idea que la llibertat consisteixi simplement en el comportament "voluntari". Insisteixen que, més aviat, el que el lliure albir significa és que l'ésser humà sigui la "primera" o l'"última" causa de les seves accions. Ha de ser una "causa pròpia" (causa sui), seguint l'expressió tradicional. Ser responsable de les eleccions de cadascú significa ser la primera causa d'aquestes eleccions, en què primera causa significa que no hi ha una causa antecedent a aquesta. L'argument és, doncs, que si la persona té lliure albir, aleshores és la causa final de les seves accions. Si el determinisme és cert, aleshores totes les eleccions de l'ésser humà són causades per esdeveniments i fets fora del seu control i, per tant, no pot ser causa última de les seves accions. En conseqüència, no pot tenir lliure albir. Aquest argument ha suposat un repte per a diversos filòsofs compatibilistes.
Un tercer argument a favor de l'incompatibilisme va ser formular per Carl Ginet als anys 60, i ha rebut molta atenció en els treballs recents. L'argument simplificat diu que si el determinisme és cert, aleshores no tenim control sobre els esdeveniments del passat que han determinat el nostre estat present, i tampoc no tenim control sobre les lleis de la natura. Atès que no podem controlar aquests aspectes, tampoc no podem tenir control sobre les conseqüències d'aquests. Com que les nostres eleccions i actes presents, assumint el determinisme, són una conseqüència necessària del passat i les lleis de la natura, aleshores no tenim control sobre aquestes i, per tant, no podem tenir lliure albir. Aquest argument és conegut com a argument de la conseqüència. Peter van Inwagen remarca que C. D. Broad tenia una versió d'aquest argument de la conseqüència ja als anys 30.
La dificultat d'aquest argument per als compatibilistes rau en el fet que comporta la impossibilitat que hom hagués pogut escollir de manera diferent a com ho ha fet. Per exemple, si Jane és compatibilista i s'acaba d'asseure al sofà, aleshores es veu obligada a afirmar que podia haver-se quedat dempeus, si així ho hagués desitjat. Però es dedueix de l'argument de la conseqüència que, si Jane realment s'hagués quedat dempeus, o bé hauria generat una contradicció, hauria violat les lleis de la natura, o hauria canviat el passat. Per tant, els compatibilistes es veuen obligats a postular l'existència d'"habilitats increïbles", segons Ginet i van Inwagen. Una resposta a aquest argument és que erra en la noció d'habilitats i necessitats, o que el lliure albir a què es recorre per decidir una elecció determinada és, en realitat, una il·lusió i que, de fet, l'elecció ja havia estat presa amb anteriorment, sense que aquell que "decideix" en sigui conscient. David Lewis suggereix que els compatibilistes només es veuen obligats a reconèixer l'habilitat d'actuar de manera diferent si s'haguessin donat en el passat.

### L'incompatibilisme llibertarista
La tesi metafísica del llibertarisme és un punt de vista filosòfic dins de l'incompatibilisme, que té un concepte de lliure albir que demana a l'individu ser capaç de prendre més d'un possible curs d'acció sota un conjunt determinat de circumstàncies.
Els partidaris del llibertarisme es divideixen entre els defensors de les teories no físiques i els de les teories físiques o naturalistes. Les teories no físiques sostenen que una ment no física sobrepassa la causalitat física, per la qual cosa els esdeveniments físics en el cervell que condueixen a la realització d'accions no poden tenir una explicació purament física. Aquesta explicació troba suport en el dualisme filosòfic ment-cos. Segons aquest punt de vista, el món no pot estar tancat des de la visió de la física. Es creu que una voluntat extrafísica té un paper important en el procés de presa de decisions. D'acord amb una explicació teològica més o menys relacionada, una ànima pren les decisions per sobre de la causalitat física.
Així i tot, no és necessari rebutjar el fisicalisme (que no existeix cap altra cosa d'un objecte que les seves propietats físiques) per a donar suport al llibertarisme: les doctrines naturalistes combinen ambdues teories mitjançant l'indeterminisme físic. El determinisme físic des del punt de vista del fisicalisme implica que només hi ha un possible futur, que no és compatible amb el lliure albir del llibertarisme. Algunes explicacions recorren al panpsiquisme, la teoria que la qualitat de la ment està associada amb totes les partícules i domina l'univers sencer, tant en les entitats conscients com en les que no. Altres apropaments a la teoria no requereixen que el lliure albir sigui una part constituent fonamental de l'univers; l'atzar ordinari pot donar compte per si mateix de l'"espai de decisió" que es creu necessari per als liberals. La lliure voluntat és vista, doncs, com un cas particular d'un procés complex d'alt nivell amb un element d'indeterminisme. Un exemple d'aquest tipus d'apropament ha estat desenvolupat per Robert Kane. Tot i que en el moment en què C. S. Lewis va escriure Miracles, la mecànica quàntica (i l'indeterminisme físic) es trobava tan sols en un punt de partida pel que fa a la seva acceptació, va afirmar que si es pogués provar que el món físic és indeterminista, això proporcionaria una porta d'entrada en el sistema tradicionalment tancat en què un esdeveniment científicament descrit com a probable o improbable no podia ser descrit filosòficament com una acció d'una entitat no física o d'una realitat psicològica (tenint en compte que, des del punt de vista fisicalista, l'entitat no física ha de ser diferent de la identitat o del procés mental de l'ésser conscient).

### Altres punts de vista

Gran part de l'obra d'Arthur Schopenhauer tracta de la noció de voluntat i de la seva relació amb la llibertat

Algunes postures filosòfiques són difícils de categoritzar com a compatibilisme o incompatibilisme, determinisme fort o llibertarisme. John Locke, per exemple, va negar que l'expressió "lliure albir" tingués cap sentit (és interessant comparar-ho amb el no-cognitivisme teològic, una afirmació similar sobre l'existència de Déu). També creia que si el determinisme era cert o no, era una qüestió irrellevant. Creia que la característica definitòria del comportament voluntari era que els individus tenien l'habilitat de posposar una decisió prou de temps per reflexionar sobre les conseqüències de l'elecció: "...la voluntat en la veritat, no significa cap altra cosa que el poder, o l'habilitat, de preferir o escollir". De manera similar, David Hume va discutir la possibilitat que el debat sobre el lliure albir no fos, de fet, més que un problema lingüístic. També va suggerir que el lliure albir podria ser, en realitat, una "falsa sensació o experiència similar" (una vel·leïtat), que està associada a moltes de les nostres accions quan les duem a terme. Després de reflexionar-hi, ens adonem que aquestes accions eren necessàries i havien estat determinades tot el temps.
Arthur Schopenhauer va plantejar el problema del lliure albir i responsabilitat moral en aquests termes:
Tothom creu a priori ser completament lliure, fins i tot en les seves accions individuals, i creu que a cada moment pot començar un altre tipus de vida. (...) Però a posteriori, amb l'experiència, descobreix sorprès que no és lliure, sinó subjecte a la necessitat, que a pesar de totes les seves resolucions i reflexions no canvia la seva conducta, i que des del principi de la seva vida fins al seu final, ha de suportar el caràcter que ell mateix condemna...".
En la seva obra Sobre la llibertat de la voluntat (Ueber die Freiheit des menschlichen Willens), Schopenhauer afirma: "Pots fer el que desitgis, però en qualsevol moment de la teva vida, pots voler tant una sola cosa definida, i absolutament res diferent d'aquesta cosa".
Rudolf Steiner, que va col·laborar en l'edició completa de l'obra d'Arthur Schopenhauer, va escriure La filosofia de la llibertat (Philosophie der Freiheit), que se centra en el problema del lliure albir. Steiner (1861–1925), inicialment, divideix la llibertat en dos aspectes: la llibertat de pensament i la llibertat d'acció. Argumenta que la llibertat interior s'aconsegueix quan aconseguim bastir un pont entre les nostres impressions sensorials, que reflecteixen l'aparença externa del món, i els nostres pensaments, que ens donen accés a la naturalesa interna del món. La llibertat exterior s'aconsegueix impregnant els nostres actes per imaginació moral. Steiner vol mostrar que aquests dos aspectes de la llibertat interna i externa són integrals l'una amb l'altra, i que l'autèntica llibertat només es pot aconseguir quan estan unides.
El filòsof contemporani Galen Strawson està d'acord amb Locke que la veritat o falsedat del determinisme és irrellevant per al problema. Argumenta que la noció de lliure albir porta a un regrés infinit i, per tant, no té sentit. Segons Strawson, si un és responsable del que fa en una situació determinada, aleshores un ha de ser responsable de com és en certs aspectes mentals. Però és impossible ser responsable de com s'és en qualsevol aspecte. Això és perquè, per a ser responsable de la manera en què s'és en una situació "S", un ha de ser responsable de la manera en què un era en la situació "S-1". Per a ser responsable de com era en la situació "S-1", s'ha de ser responsable de com un era en la situació "S-2", i així indefinidament. En algun punt d'aquesta cadena, s'ha hagut d'originar una nova cadena causal, però això és impossible. L'ésser humà no pot crear per ell mateix els seus estats mentals ex nihilo. Aquest argument conclou que el lliure albir és per si mateix absurd, però no que sigui incompatible amb el determinisme. Strawson anomena el seu propi punt de vista com a "pessimista", però es pot classificar com a incompatibilisme fort.
Ted Honderich assegura que "el determinisme és cert, el compatibilisme i l'incompatibilisme són ambdós falsos", i que el problema real rau en una altra banda. Honderich manté que el determinisme és cert perquè els fenòmens quàntics no són esdeveniments o coses que puguin ser localitzats en l'espai i el temps, sinó entitats abstractes. A més, fins i tot si són esdeveniments a un nivell microscòpic, no semblen tenir rellevància en com és el món en un nivell macroscòpic. Manté que l'incompatibilisme és fals perquè, fins i tot si el determinisme és cert, els incompatibilistes no han donat, i de fet no són capaços de donar, una explicació adequada de la generació. Rebutja el compatibilisme perquè aquest, com l'incompatibilisme, assumeix una sola noció de llibertat. En realitat, hi ha dues nocions de llibertat: acció voluntària i generació. Les dues nocions són necessàries per a explicar la llibertat de voluntat i la responsabilitat. Tant el determinisme com l'indeterminisme són amenaces per a aquesta llibertat. Abandonar aquestes nocions de llibertat seria abandonar la responsabilitat moral. D'una banda, tenim intuïcions; de l'altra, fets científics. El "nou" problema és com resoldre aquest conflicte.